# 多米尼克·斯特劳斯-卡恩

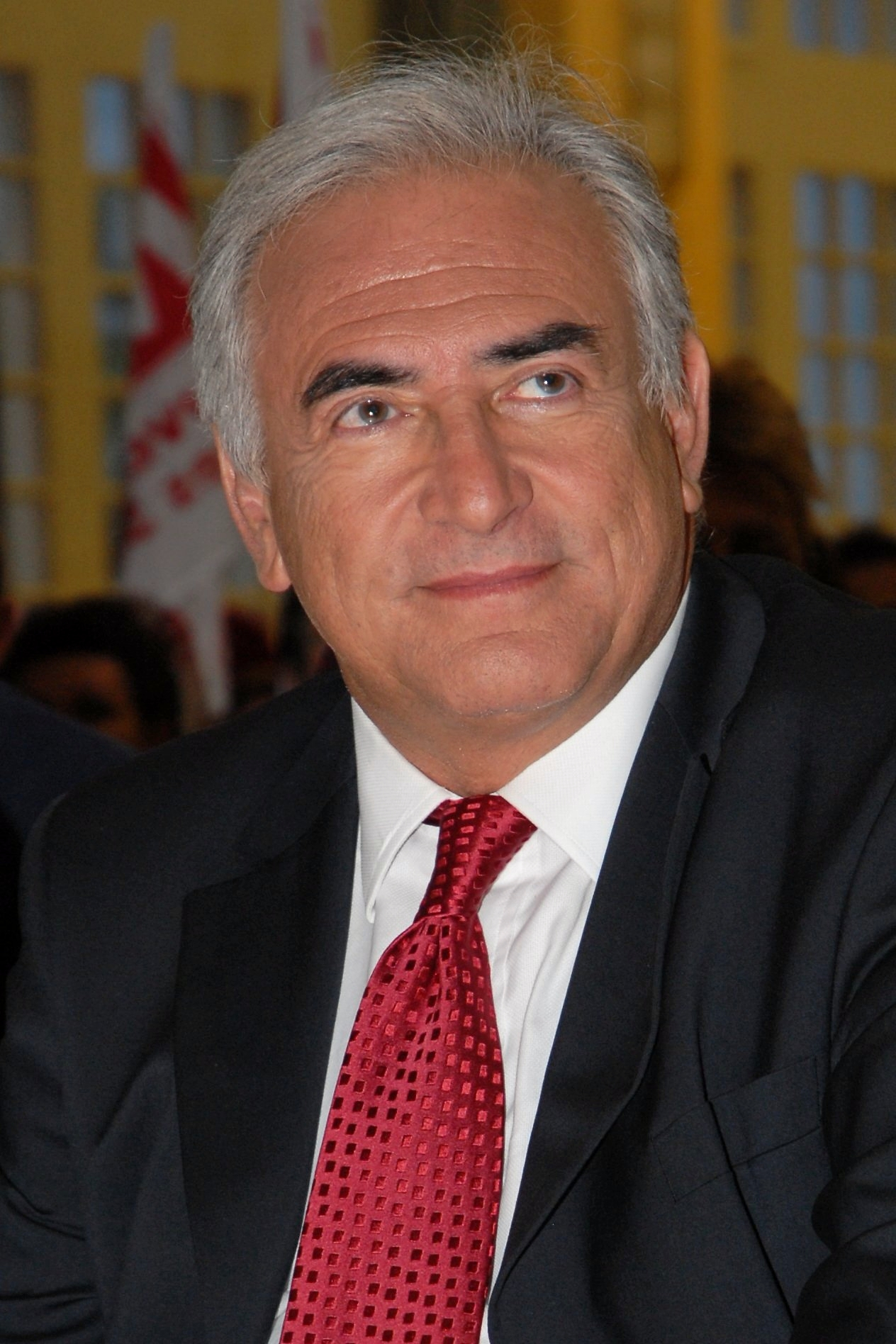
多米尼克·斯特劳斯-卡恩

多米尼克·斯特劳斯-卡恩（法語：Dominique Strauss-Kahn，法語發音：[dɔminik stʁos kan]；1949年4月25日—），法国经济学家、律师、政治家，法国社会民主主义政党社会党党员。卡诺高中畢業，1971年巴黎高等商業學校（HEC Paris）大學畢業，1972年獲巴黎政治大學文憑，在巴黎第六大学学习统计（M1）, 并获得巴黎第六大学下属isup统计学院的文凭（今索邦大学下属统计学院，Institut de statistique de Sorbonne Université），最後在1977年得巴黎第十大學經濟學博士。
曾任法国财政部长。他在2007年9月28日获选为国际货币基金组织总裁。

## 性侵案
2011年5月史特勞斯卡恩涉嫌在紐約市一家飯店性侵害一名女服務生Nafissatou Diallo（1979年1月17日-），之後並企圖搭機逃回法國，但在機場遭到警方逮捕。美國檢方以性侵害、非法監禁、強暴未遂等罪名起訴。
紐約市警察局副局長布朗表示，史特勞斯卡恩日前投宿時報廣場附近五星級的纽约索菲特酒店（Sofitel New York）豪華套房。十四日下午一時左右，一位32歲的女服務生以為他已經退房，進入豪華套房做整理工作，沒想到史特勞斯卡恩赤裸地跑出來，把她拖進臥房並鎖上門準備強姦。女服務生奮力反抗但史特勞斯卡恩再把她拖進浴室，強迫她口交，並試圖脫去她的內衣。所幸千鈞一髮女服務生總算掙脫魔掌逃向櫃檯求救。飯店方面立刻向紐約市警察局報案，並將受到輕傷的服務生送醫。
史特勞斯卡恩眼見穢行敗露，匆匆逃離飯店許多個人物品都來不及收拾，連手機都留在房間。警方得知他可能將搭機離美通知甘迺迪國際機場執法單位攔截。兩名便衣警鎖定一架預定飛往巴黎的法國航空公司班機，在起飛前一刻進入頭等艙逮人，史特勞斯卡恩束手就擒。蒙羞的IMF立刻在網站發布聲明，強調「IMF的功能與運作完全不受影響。」
事後7月份事件出現逆轉，檢方發現該名女服務生在性侵指控與個人歷史的情節上一再說謊。該名32歲女子兼做妓女，或許能說明為何史特勞斯卡恩堅稱他們的性交是在彼此同意下發生。她後來向檢察官供稱遭性侵後，還清理兩間套房，其中包括卡恩房間，然後她才告訴飯店員工發生了何事。所謂性侵案發生二十八小時後，該女告訴她囚禁於亞利桑納州移民監獄男友說︰「別擔心，這傢伙很有錢，我知道自己在做什麼。」
但不論如何卡恩在許多出差地點召妓的事實也被批露，他從IMF離職已成定案。